# Egremont Castle

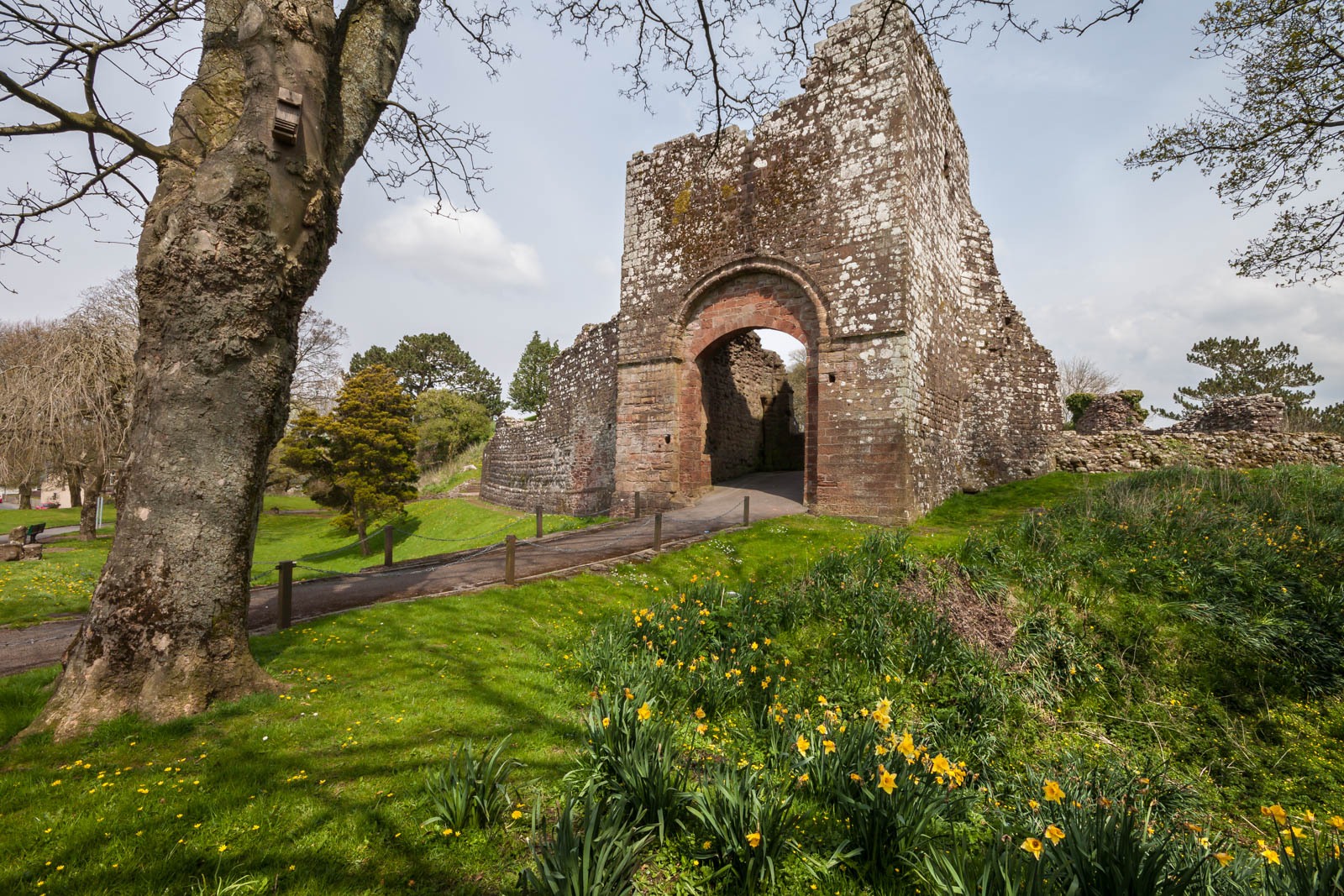
Egremont Castle 2016

Egremont Castle ist eine Burgruine im Markt Egremont in der englischen Grafschaft Cumbria. English Heritage hat sie als historisches Gebäude I. Grades gelistet.

## Geschichte
Die erste Burg wurde nach der Eroberung von Cumberland durch die Normannen 1092 auf Geheiß König Wilhelms II. auf einem Mound über dem River Ehen anstelle eines früheren dänischen Forts erbaut. Die heutige Burg ließ William Meschin 1120–1135 bauen. Im 13. Jahrhundert wurde die Anlage erweitert. Anschließend wurde das Anwesen nicht mehr genutzt und verfiel bis zum heutigen Zustand.
Die Burg bot dem Marktflecken Egremont Schutz, den König Wilhelm II. gründete. Die lange und breite Straße bot einen Marktplatz für Händler, denen gegen Zahlung der Zölle Privilegien eingeräumt und Sicherheitszusagen gemacht wurden. Einige der Erlöse daraus wurden zweifellos vom Gründungsvater von Egremont zur Stiftung der Abtei St Bega in St Bees verwendet.
Die Burg ist eine Motte.
In der Burg soll ein Horn vorhanden gewesen sein, das nur der rechtmäßige Erbe des Anwesens blasen konnte. Mit dieser Legende befasst sich William Wordsworths Gedicht The Horn of Egremont Castle.